# Ламин, Мохаммед
Мохаммед Ламин (англ. Mohammed Lamine; 2 февраля 2000, Гана) — ганский футболист, полузащитник клуба «Оливейренсе».

## Карьера
Ламин является воспитанником клуба «Аккра Лайонс». В начале 2019 года он заключил контракт со словацким клубом «Тренчин», за который в чемпионате Словакии Мохаммед дебютировал 16 февраля.
2 марта 2019 отметился первым забитым мячом.